# Émile Barthe
Pour les articles homonymes, voir Barthe.
Émile (Louis) Barthe (en occitan Emili Barta, né le 30 octobre 1874 à Nissan-lez-Ensérune et décédé le 1er mai 1939 à Béziers) est un écrivain français de langue occitane.

## Biographie
Émile Barthe est né à Nissan-lez-Ensérune, dans l'Hérault, à proximité de Béziers, dans un village viticole. Exploitant un commerce de liqueurs à Béziers, il a été le cofondateur en 1897 de ɭ'Escòla del Titan, directeur du journal Lo Camèl (années 1904-1906 et 1927), sociétaire de la Cigala Lengadociana et de la Cigala Narbonesa. Il est devenu maître en gai savoir en 1902, puis Majoral del Felibritge en 1925. Lauréat de l'Académie des jeux floraux, il a vu son recueil de poésies Las amoras recevoir un prix aux Jeux Floraux de Saragosse. Il a écrit une quarantaine de pièces de théâtre, en occitan, qui ont connu beaucoup de succès au début du XXe siècle. Il a aussi écrit un roman, La Nissanenco, du nom de son village natal, publié en 1938. Il est décédé en 1939.
Émile Barthe est le père de l'essayiste, lexicologue et poète occitan Roger Barthe (1911-1981).

## Œuvres

### Pièces de théâtre
- Les deux lyres, 1 acte en vers, en français manuscrit déposé chez Occitanica
- Lous salibataris / Los çalibataris, jugement en vers... id  chez Vialeta et Laspèiras id
- Lou proucès de Maissadoulo / Lo procès de Mai Sadola, jutj. d'1 acte id... chez Azaïs id
- Lous abinatatchs / Los avinatats, comédie en vers languedociens id id, librairie J.-B. Clareton id
- Lou peis d'abrial / Lo peis d'abrial, comedie en 1 acte en vers... chez Azaïs, 1902
- La cougo de l'ase / La coá de l'ase, jutj. id id... id id 1903
- Pagèl e Pagèlo / Pagèl e Pagèla, id id... id id 1904
- Coucourdou / Cocordon , drame en 1 acte en vers... chez Clareton id
- Lou trissou / Lo trisson, jutj. id id...  id id 1905
- Bistourtiè / Bistortièr, id id 1906
- Pincardeto e Cantoclar / Pincardeta e Cantaclar, chez Caròl 1910  (ISBN 9782824006703)
- La Princesso d'uno ouro / La princessa d'una ora, fantaisie en un acte en vers, 1910 manuscrit déposé chez Occitanica
- Lou rèbe de Pierronet / Lo rève de Pieronet, pièçe mutualiste en 1 acte en vers... id id 1911
- Ou voli garda per Janet / O vòli gardar per Joanet, revue champêtre bilingue en 1 acte en prose et vers (avec chants)...  id id 1912
- Cougomel e Trabuco / Cogamèl e Trabuca, jutj. d'1 acte en vèrs... id cò en Boinèu 1921
- Lous proufitaires / Los profitaires, comédie en 2 actes en vers languedociens... id cò en Matieu, 1922...
  - ...(nombreuses autres éditions et rééditions... surtout celle de 1969:
    - Los Profitaires , París, los Amics de la lenga d'Òc... - Aurillac, Impr. du Cantal, ... )
- Las trelhos Las trelhas, fantasiá felibrenca en 1 acte en prose..., chez Clareton id
- Lous bièlhs / Los vièlhs, id. 3 actes... id id 1923
- Lou perdou de la terro/ Lo perdon de la terra, comédie en trois actes en vers languedociens (avec une chanson)... chez Vinàs et Benesech 1925
- D'uno fenèstro a l'autro, comédie en 1 acte en prose, 1926 manuscrit déposé chez Occitanica
- Lou courdouniè amourous / Lo cordonièr amorós , scène comiUE EN 1 acte en prose (avec des chants)... id las Pags d'Òc, 1927 manuscrit déposé chez Occitanica
- Arribo la traïno, pièce de théâtre 1927 manuscrit déposé chez Occitanica
- Lous Rasims de luno / Los Rasims de luna, drame lyrique en 3 actes en vers, inspiré par la pièce d'Étienne Arnaud... id id 1927 manuscrit déposé chez Occitanica
- La filho de la mar / La filha de la mar, comédie en 3 actes id (avec une chanson)...  id id 1928
- Fani / idem, comédie en 1 acte en prose...  id id 1930
- La gitano / La gitana, comédie dramatique en 3 actes et 4 tableaux en vers (avec une chanson)... Narbonne, La Cigala narbonesa, 1931
- Las palmos de Banador / Las palmas de Bana d'aur (?), comédie joyeuse en 1 acte en prose... Besièrs, las Pags. d'Òc, 1933
- Nino / Nina, comédie dramatique en 3 actes en vers... id id 1934
- Lous dous gabaches / Los dos gavaches, fantaisie en 1 acte en prose...  id id id
- Lou perruquiè galant / Lo perruquièr galant , scène comique en 1 acte en prose (avec des chants)...  Narbonne, chez Lombard manuscrit déposé chez Occitanica
- La coumbo d'amour La comba d'amor, opérette (avec une musique de Causse...)... id id
- Lou tambour de Bara / Lo tamborn de Barà, comédie en 1 acte  id...  id id 1937 manuscrit déposé chez Occitanica
- La soupo de mourres / La sopa de morres, id...  id id 1938

Recueils
- - (oc) Emile Barthe, Teatre populari : Coucourdou, Lous Maridaires, Lou Rèbe de Pierrounet, Lou Peis d'Abrial, Las Trelhos, avec une préface de Frédéric Mistral, t. I, Béziers, Librairie Clareton, 1922, 192 p. (BNF 31768293, lire en ligne).
  - Teatre populari II, id... (Las Vespradas Galòias, D'una fenèstra a l'autra, Arriba la traïna, Margotona s'amusa, Jordina cerca una bòna, Lo Cordonièr amorós...) , id, las Pags d'Òc, 1927

### Romans
- La Nissanenco, rouman de la Terro d'Oc, Béziers, Ediciu de las pajos d'Oc, 1938, 310 p.

### Poésies
- Lou curat de Sant Piroubel / Lo curat de Sant Pirobel, pouème lengodoucian, Béziers, Imprimerie Générale J. Sapte, 1897 manuscrit déposé chez Occitanica
- Las amouros / Las amoras, recueil de poésies languedociennes, Imprimerie Générale J.Sapte, 1901, 115 p.
- Ceux du Midi, recueil de poésies, avant propos de Antoine-Émile Moulin, Béziers, Imprimeur-éditeur A. Bouineau, 1917.

## Hommage
Il existe une place Émile Barthe dans son village natal, ainsi qu'une rue portant son nom à Béziers.
Une statue signée J-G. Roustan a été édifiée au plateau des Poètes de Béziers.

## Pour approfondir